# USS McAnn (DE-179)
L'USS McAnn (DE-179) est un destroyer d'escorte de classe Cannon au service de l'United States Navy pendant la Seconde Guerre mondiale servant dans l'océan Atlantique contre les attaques sous-marines et aériennes. En 1944, il a été transféré à la marine brésilienne sous le nom Comandante Bauru (D-18, U-28, Be-4) où il a servi jusqu'en 1982 en tant que contre-torpilleur d'escorte, date à laquelle il est devenu un navire musée à Rio de Janeiro.

## Service de l'US Navy
McAnn a été nommé d'après Donald Roy McAnn (en), qui a reçu la Croix de la Navy pour ses actions pendant la bataille des îles Santa Cruz en 1942. Le navire a été posé par le Federal Shipbuilding and Drydock Company, baie de Newark dans le New Jersey, le 17 mai 1943. Il a été lancé le 5 septembre 1943 et parrainé par Mme Ethel Marie McAnn ; et mis en service à New York le 11 octobre 1943, par le Commandant Charles F. Hooper.

### Opérations sur l'océan Atlantique de la Seconde Guerre mondiale
Après une phase de tests au large des Bermudes, l'USS McAnn a opéré le long de la côte Est de Newport (Rhode Island), à Charleston (Caroline du Sud), jusqu'au 19 décembre 1943, date à laquelle il a quitté Norfolk (Virginie) pour une escorte de convoi dans la zone du canal de Panama. Il a atteint la base navale de Coco Solo le 26 décembre, de là il a navigué pour Key West en Floride. Arrivé là-bas le 3 janvier 1944, il a passé les semaines suivantes à la Fleet Sonar School (en) pour former des marins aux techniques de lutte anti-sous-marine.
Affecté à la Division d'escorte 24, McAnn a navigué pour les Caraïbes le 29 février et a rejoint le convoi TJ-25 le 5 mars et a escorté les navires vers Recife, au Brésil . Le 15, il a sauvé tout l'équipage de 10 hommes d'un Boeing B-17 Flying Fortress près de la côte brésilienne la veille. McAnn est arrivé à Recife le 16 mars.
Entre le 2 et le 12 avril, McAnn a navigué vers la Trinidad avec le convoi JT-27, et au cours des trois mois suivants, il a effectué trois escortes supplémentaires entre les Caraïbes et le Brésil. Il a quitté Recife comme escorteur de l'USS Memphis. Il a navigué dans l'Atlantique Sud à la recherche de sous-marins allemands jusqu'à son retour à Recife le 30 juillet.

## Transfert et service brésilien
McAnn a subi un entretien puis a rejoint Natal, au Brésil, en arrivant le 10 août 1944. Il a mis hors service le 15 août et a été transféré, sous prêt-bail, au Brésil à la même date. Il a été commissionné dans la marine brésilienne le 16 août sous le nom de Comandante Bauru. Il a servi en tant que prêt avec la marine brésilienne jusqu'au 30 juin 1953, date à laquelle il a été retransféré au Brésil, de façon permanente, en vertu du pacte d'assistance de défense mutuelle jusqu'en 1981.

### Navire-musée
Il a été transformé en navire-musée le 21 juillet 1982 avec le n° de coque Be-4 et ouvert au public à l'Espace Culturel de la Marine. En tant que navire-musée thématique, il dispose de 14 environnements illustrant la vie à bord pendant cette période de la Seconde Guerre mondiale. Le spectacle se concentre sur la campagne atlantique, avec des objets tels que des armes, des gilets, des casques, des drapeaux, des photos de son équipage et certains espaces tels que la cuisine et la chambre conservés tels qu'ils étaient lorsque le navire était actif.

## Galerie

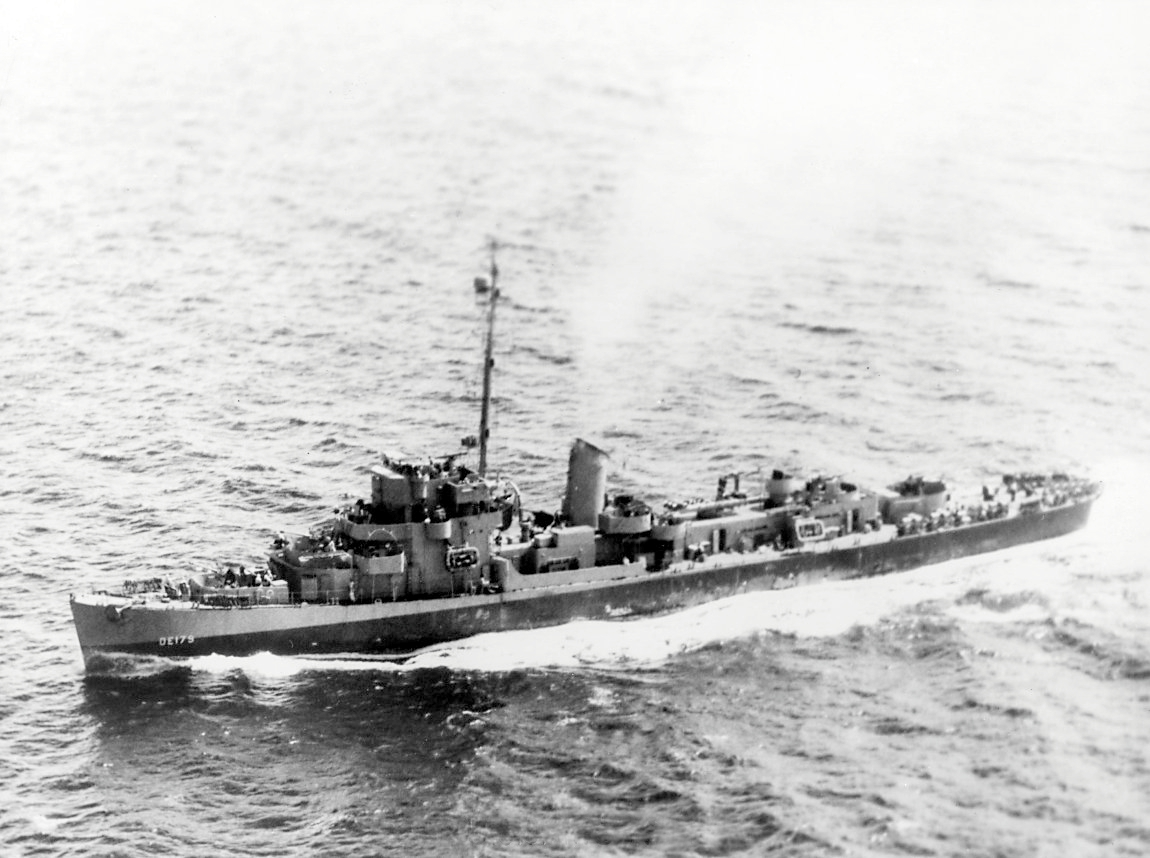
USS"MacAnn" (DE-179)
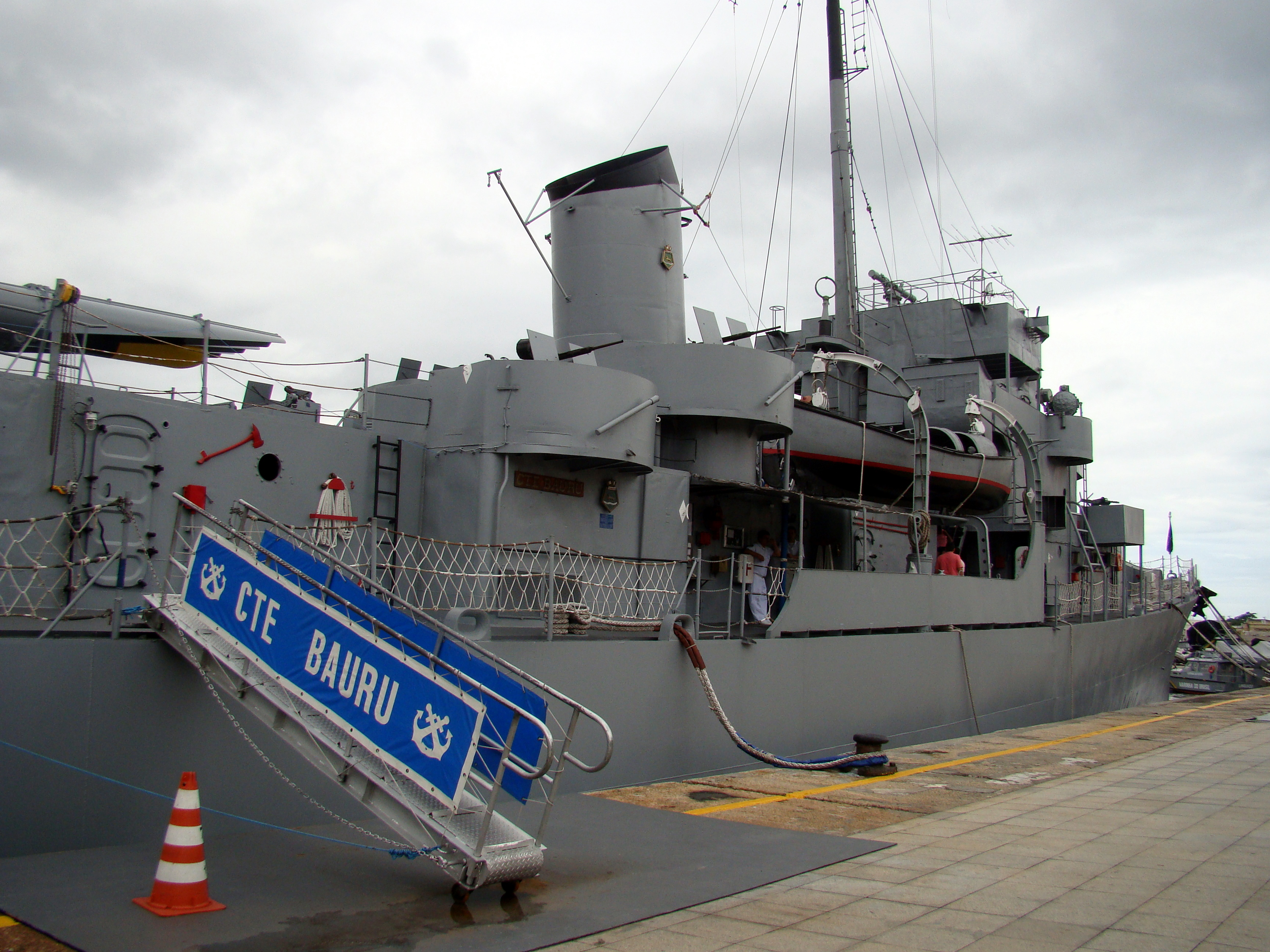
Bauru à quai